# 鈴屋
鈴屋（すずや）は、東京を拠点に、服飾品の企画・製造・販売を行っている企業である。
かつては、三愛、鈴丹などとともに、婦人服専門店大手の一角にあった。特に1960年代から1970年代にかけては、日本のファッション界をリードする存在のひとつであった。

## 概要

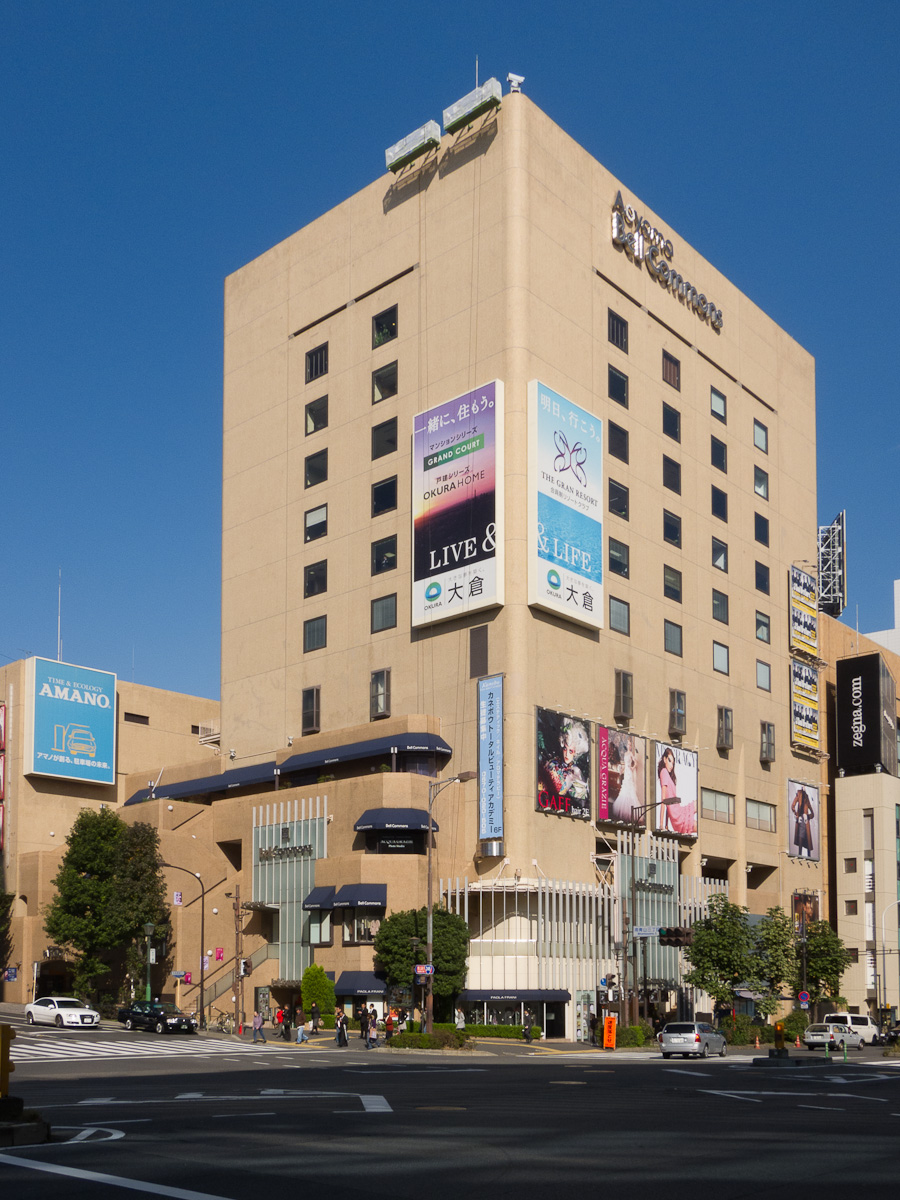
青山ベルコモンズ
（2010年）

鈴屋は、日本で最初にファッション・スペシャリティ・ストアー（ファッション専門店）を目指した企業であり、昭和30年代から昭和50年代にかけて、日本のカジュアル・ファッション界におけるリーディング・カンパニーのひとつとして存在していた。
20代-30代の女性を主対象としたブランド『SUZUYA』で知られたほか、1976年（昭和51年）には東京・青山にファッションビル「青山ベルコモンズ」を開業した。最盛期の1988年（昭和63年）時点では、全国に約300店舗を展開し、香港には工場も有していたが、1990年代以降の売り上げ減少と不動産購入や財テクによる借入金増大とその利子負担から、1997年（平成9年）には一度倒産している。

## 歴史

### 創業
会社の創業は、1909年（明治42年）で、鈴木房吉が開業した、「鈴木シャツ被服店」が始まりである。その後、店は太平洋戦争後の1951年（昭和26年）に法人化された。

### 婦人服専門店
1954年（昭和29年）、後に社長となる鈴木義雄（鈴木房吉の実子）が専務として入社、婦人服専門店とするとともに、ブランド「SUZUYA（スズヤ）」を始めた。鈴木は、後に日本チェーンストア協会副会長、日本小売協会副会長、日本専門店協会会長を歴任するなどしている。
1962年（昭和37年）に鈴木義雄は社長に就任する。東京、大阪をはじめ、日本全国に展開するとともに、1972年（昭和47年）にはパリ・シャンゼリゼ店、翌年には香港店を出店した。
しかしバブル経済崩壊後の1990年代になると、衣料販売の不振が続くようになり、1994年（平成6年）の業績は赤字に転落した。経営の改善を迫られた鈴屋は、保有資産の活用のために東京都心や地方の大型店舗の運営の業務提携や委託への転換を進めるようになり、1995年（平成7年）8月には渋谷店（東京・渋谷）がサンドラッグに、11月には新宿店（東京・新宿）がツタヤへとかわった。また、ツタヤを運営するカルチュア・コンビニエンス・クラブ（CCC）とは、広範囲での業務提携を目指すこととなった。

### 倒産・再建
鈴屋の経営悪化は、1995年（平成7年）末にはさらに深刻化、自主再建が試みられたものの、翌1996年（平成8年）9月には、メインバンクであった第一勧業銀行（当時）による支援が打ち切られた。それでも同年末には、住金物産、住友商事、鈴乃屋の3社主導による再建計画がまとまりかけたが、当時銅の不正取引事件の当事者となっていた住友商事が、自社のリスク回避などを理由として支援計画を撤回した。鈴屋は、1995年（平成7年）2月期、さらに翌1996年（平成8年）2月期と、いずれも赤字決算であった。
1997年（平成9年）2月24日、7億円の手形の不渡りが確実となった鈴屋は東京地方裁判所に和議を申請し、事実上倒産した。この時点で鈴屋は日本国内に約200店舗を有していたが、これらの事業は和議申請後にも継続されるとされた。また、和議申請時、鈴屋の資本金は1億9,900万円、従業員は約1,000名であった。
店舗数は68店、2007年（平成19年）度の売上は約89億円となっている。

## 鈴屋出身の人物
鈴屋での勤務歴を経て独立、著明な功績を残した人物には、ファイブフォックス社長の上田稔夫、カルチュア・コンビニエンス・クラブ（ツタヤ）創業者の増田宗昭、ユナイテッドアローズの栗野宏文、ファッションビジネスコンサルタントの小島健輔らがいる。また、バイヤーで実業家の岩高要子、笑顔の経営コンサルタント門川義彦も鈴屋出身である。

## 企業データ
- 本社: 〒150-0034東京都渋谷区代官山町2-7 シャトレ代官山102号
- 代表取締役社長: 鈴木教世
- 代表取締役副会長: 鈴木健司